# Кнежевич, Пётр
Пётр Кнежевич (Kneźewicz; 1702, Книн  — 18 июля 1768, Синь) — далматинский францисканец.
Опубликовал, помимо нескольких аскетических сочинений, драматически-эпическую поэму «Мука Господина нашего Изукрста и плач матере ньегове», «Духовные песни» и др. Он же перевёл на сербскохорватский язык «Послания апостолов и Евангелие» (Венеция, 1773; Рим, 1784). Оставшиеся после него письма издал минорит Юкич (Венеция, 1838).